# 澳大利亞飲食

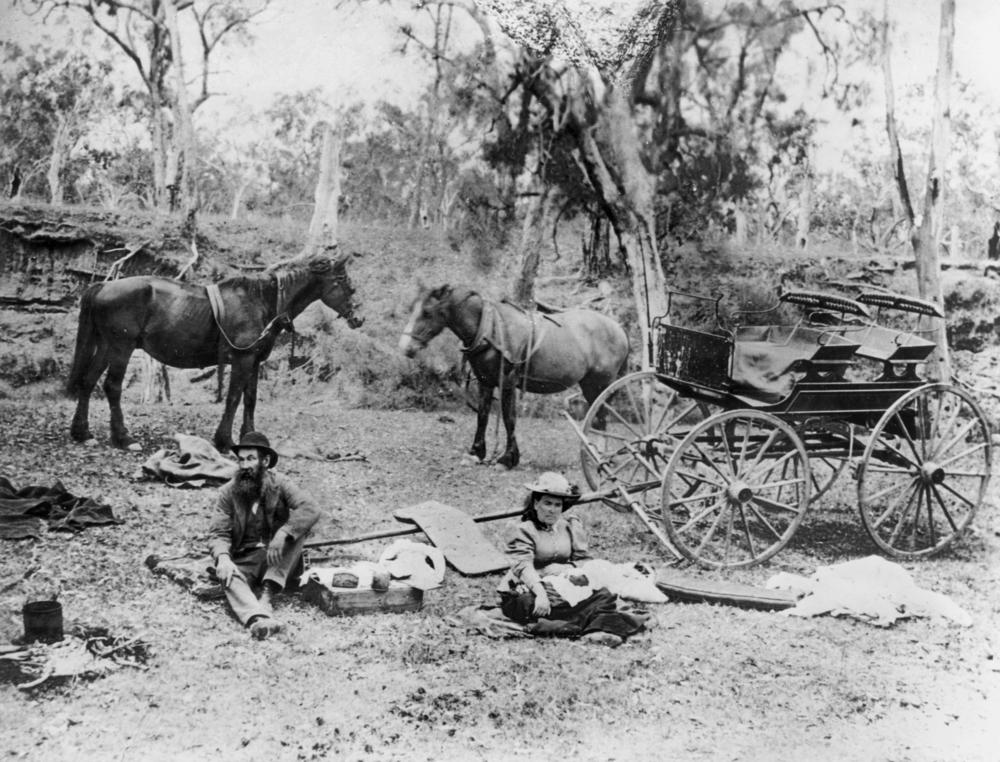
早期澳洲人在外野餐

澳大利亞飲食是指澳大利亞的飲食文化。澳洲原住民的飲食文化以狩獵採集到的食物為主，因此澳洲本土的動植物，如袋鼠等都曾是澳洲原住民的食物。澳洲成為英國殖民地之後，飲食文化受到英國和愛爾蘭的很強影響。牛肉、羊肉和小麥成為澳大利亞人的主要食物。戰後隨著澳洲移民的多樣化，澳洲的飲食也開始多樣化，特別受到來自地中海和東亞移民的影響。澳大利亞最具代表性的食物之一是維吉麥。

## 歷史

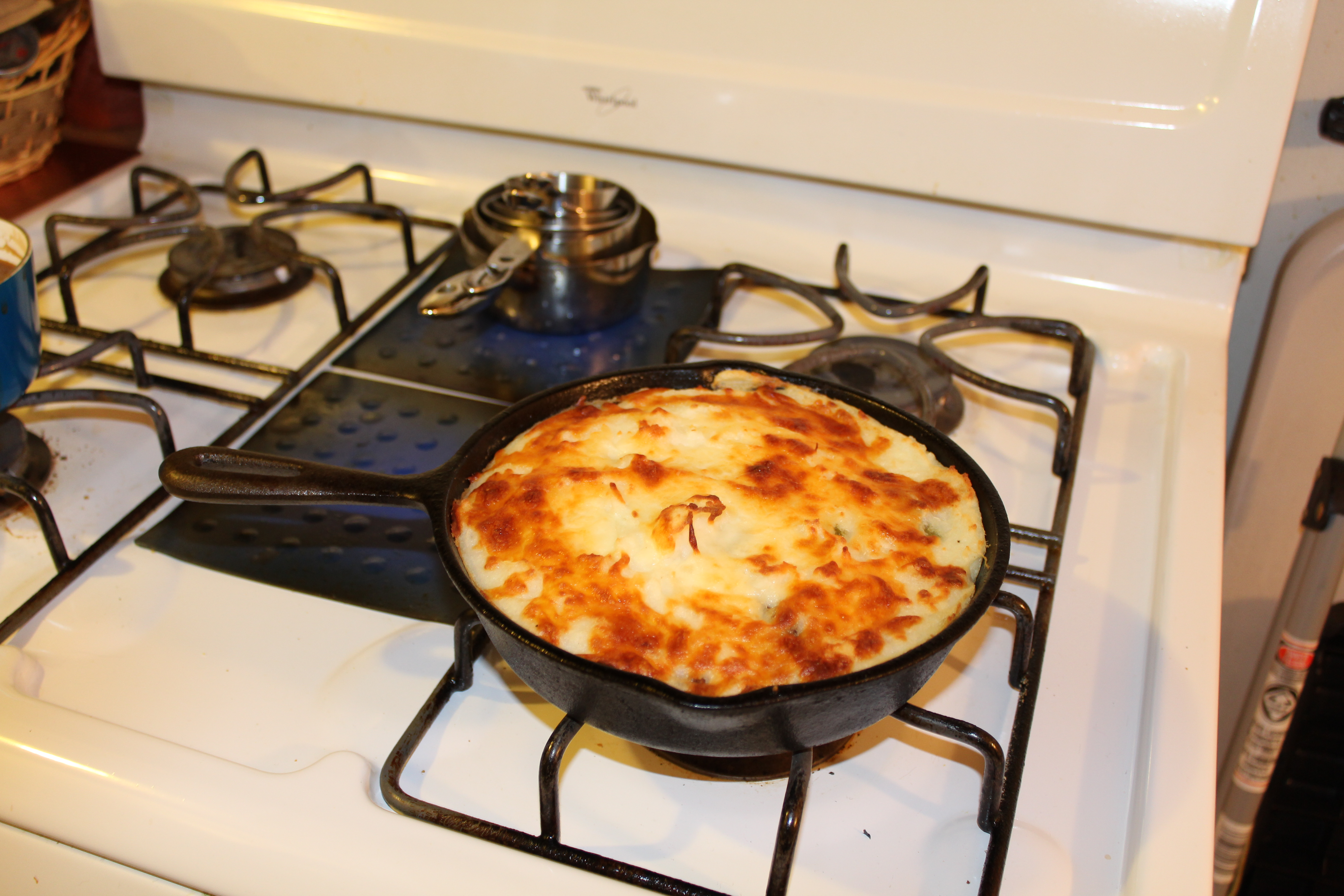
肉餡餅

早在幾萬年前，澳洲已有原住民定居。他們基本生活比較原始，都是狩獵袋鼠、鴯鶓等動物作食物。同時蛇、蜥蜴和昆蟲，也是主要食物。植物方面則採集野莓、野果等等。烹調方法上，除了生食，就是簡單燒烤。
當英國人抵達澳洲殖民後，開始著手建立農業和畜牧業。包括昆士蘭州、新南威爾士州，都有大量農民飼養牛羊，提供肉食和奶類製品。而小麥栽種則遍於整個澳洲。居於澳洲的英國裔，開始用牛羊等肉，製成餡餅。與此同時簡單的燒烤也很普及，原因是英國人早期殖民時，礙於煮食工具的缺乏。
澳洲人尚會種植水果，包括了蘋果、梨、奇異果等等。

## 代表性菜肴
- 維吉麥：一種醬料，用來塗上面包食用。
- 肉餡餅：有牛肉或羊肉。
- 燒烤
- 巧克力棒